# تحفيز غير متجانس

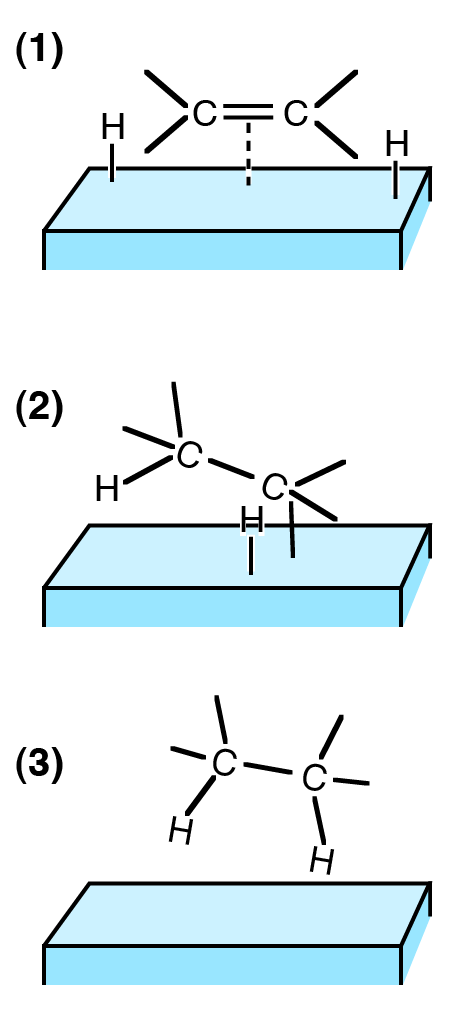
من الأمثلة على تفاعلات التحفيز غير المتجانس: تفاعل هدرجة الإيثيلين.

التحفيز غير المتجانس أو تحفيز لا متجانس في الكيمياء هو أحد نوعي عملية التحفيز الذي يتميز أن طور الحفاز يختلف عن طور المواد المتفاعلة.
أغلب أمثلة التحفيز غير المتجانس في الصناعات الكيميائية تتضمن وجود الحفاز غير المتجانس في الحالة الصلبة، في حين أن المتفاعلات إما سائلة أو غازية.
تعد عملية التحفيز غير المتجانس ذات أهمية صناعية كبيرة؛ كما أن لها أهمية علمية في مجال الأبحاث؛ إذ أن موضوع التحفيز غير المتجانس كان الأساس الذي بناءً عليه منحت جائزة نوبل لكل من فريتز هابر سنة 1918، وكارل بوش سنة 1931، وإرفينغ لانغموير سنة 1932 وغيرهارد إرتل سنة 2007.